# .Hack
.Hack är en multimedia-franchise av Bandai. .Hack var först en spelserie bestående av fyra spel. Dessa heter .Hack//Infection, .Hack//Mutation, .Hack//Outbreak och .Hack//Quarantine. Efteråt släpptes den andra delen i spelserien .Hack//G.U som är indelad i tre delar .Hack//G.U Rebirth, Reminiscence och Redemption. G.U-serien blev mycket populär och fick en prequel-anime som heter .Hack//roots och sedan en film som är baserad på händelserna i G.U som heter .Hack//G.U TRIOLOGY. Det finns även animeserier och mangor till den. .Hack-världen brukar vara indelad i följande tidslinjer: .hack//Sign(anime serie),.Hack//Infection, Mutation, Outbreak, Quarantine,(PS2 Spel), .Hack//Legend of the Twilight Bracelet/legenden om skymningsarmbandet (manga och anime), .Hack//Roots och sedan .Hack//G.U. I Sverige finns dock bara mangaversionen av .Hack//Legend of the Twilight Bracelet.
.Hack//Legenden om skymningsarmbandet manga av Tatsuya Hamazaki och är illustrerad av Rei Idumi. Den finns i tre volymer, samtliga utgivna på svenska under våren 2006. Den har senare även gjorts till en anime-serie på tolv avsnitt.

## Rollfigurer
- Shugo - huvudfigur. Han är lite naiv och väldigt beskyddande mot sin syster, speciellt när det är andra killar i närheten. Shugos karaktär ser ut som huvudkaraktären i de första spelen, Kait (eller Kite på engelska), eftersom Rena vann dem som specialkaraktärer i en tävling.
- Rena - Shugos syster. Hon gillar sin bror väldigt mycket. Hennes spelfigur ser ut som Black Rose (Svarta Rosen) från de första .Hack spelen.
- Mireille - en spelare i spelet "Världen" och skattletare. Hon är naiv och försiktig. Hon säger ordet "rare" minst en gång i varje avsnitt.
- Hotaru - en kompis till tvillingparet.
- Oka - en kompis till Mireille som senare även blir kompis med Shugo och Rena. Hon är en varulv och är mycket stark. Därför kallas hon "Oka, Guds knytnäve".
- Balmunk - känd systemadministratör i "Världen". Även en av .Hackarna. Balmunk slogs vid Kaits sida i de första .Hack-spelen. Han är även med i andra animeserier i .Hack serierna. I .Hack//Roots finns det en mystisk AI som ser ut som Balmunk som heter Azure Balmung.
- Reki - Balmunks assistent.
- Komian den tredje - Shugos och Renas klasskamrat, som är förälskad i Renas spelfigur.
- Kamui - ledare för "de turkosa riddarna" i "Världen". Kamui ser till att spelarna följer reglerna.
- Magi - Kamuis assistent.
- Aura - en mystisk flicka klädd i vitt som ger Kaites magiska armband till Shugo. Hon är sedd som "Världens" gudinna. Hon är den enda som kan påverka spelet in i dess "kärna." Hon kan bland annat skapa Ai-figurer och göra spelare oraderbara. I hack//Sign får man träffa henne när hon var nyligen skapad. I .Hack//Roots och .Hack//G.U sägs det att hon har försvunnit. Ovan och Shino (två karaktärer i Roots och G.U) tror att hon tröttnade på Världen och lämnade den men Aina, Ovans lillasyster tror att hon inte alls har gjort det. I Roots och G.U finns det ett kapell där en staty av Aura en gång stod. Haseo (huvudkaraktär i Roots och G.U) besöker det regelbundet. I .Hack//G.U TRILOGY-filmen kan man höra Aura tala med Haseo när han försöker rädda Ovan undan AIDA (ett virus som infekterar elektriska signaler, om det tar sej in i hjärnan på en människa så stör den hjärnsignalerna och den infekterade faller i koma). Men om detta verkligen är Aura får man inte veta i filmen.

- Zeffy - ett AI som letar efter sin mamma i "Världen" (Zeffy finns bara i mangan.)
- Sanjuro Sunaarashi - en av ".Hackarna". Sanjuro tar på sig ansvaret att träna Shugo. Han är en amerikan som spelar på den japanska servern. Han är Hotarus lärare i japanska och en av dem som bjöd in henne att börja spela "Världen". (Han finns bara i animen, men omnämns även i mangan.)

## Manga
Shugo och hans syster Rena vinner en tävling och får två kända spelkaraktärer i spelet "Världen", som spelas av 20 miljoner spelare. Dessa karaktärer kallas .Hackarna och är en grupp med legender i spelet. 

## Övrigt
- Ibland kallas serien även för .Hack//DUSK, men detta är bara ett översättningsfel eftersom "tasagore" i den japanska originaltiteln kan betyda både twilight (gryning)och dusk (skymning), beroende på sammanhang.
- Den tredje volymen är dubbelt så stor som de andra två.